# التطليق لعدم الإنفاق في القانون المصري
التطليق لعدم الإنفاق في القانون المصري تطلبه الزوجة المصرية المسلمة من القضاء إذا امتنع زوجها عن الإنفاق عليها، سواء تعسفاً منه أو إعساراً، ولم يكن له مال ظاهر يمكن الحجز عليه لأخذ النفقة منه، وفشل في إثبات عجزه عن سداد النفقات الزوجية. والطلاق الذي يوقعه القاضي لعدم الإنفاق هو طلاق رجعي، ولكن لا يجوز للزوج أن يراجع زوجته أثناء عدتها إلا إذا أثبت وأعلن عن قدرته على الإنفاق عليها.

## أساسه الفقهي
يستند التطليق لعدم الإنفاق إلى مذاهب الأئمة مالك والشافعي وبن حنبل، التي ترى أن للزوجة الحق في أن تطلب التفريق لعدم الإنفاق وأن على القاضي أن ينفّذ طلبها إذا ثبت له ذلك. واستدل الأئمة في رأيهم على ما ورد في القرآن في الآية 229 من سورة البقرة: «فَإِمْسَاكٌ بِمَعْرُوفٍ أَوْ تَسْرِيحٌ بِإِحْسَانٍ».

## أساسه القانوني
كان القانون المصري يأخذ بالراجح في مذهب أبي حنيفة؛ وهو يقضي بعدم التفريق بين الزوجين للامتناع عن الإنفاق أو للإعسار، وهو ما دفع بعض الأزواج، غير القادرين مادياً، على ترك زوجاتهم بلا نفقة. لذلك أخذ القانون رقم 25 لسنة 1929 برأي المذهب المالكي، بدلاً من الحنفي، في السماح بالتطليق لعدم الإنفاق. وقد نظّمت المواد 4 و5 و6 من هذا القانون، أحكام التطليق لعدم الإنفاق على النحو التالي:
1. مادة 4: «إذا امتنع الزوج عن الإنفاق على زوجته، فإن كان له مال ظاهر نفذ الحكم بالنفقة عليه في ماله، فإن لم يكن له مال ظاهر ولم يقل أنه معسر أو موسر، ولكنه أصر على عدم الإنفاق، طلّق القاضي عليه في الحال وإن ادعى العكس، فإن لم يثبته طلق عليه حالاً، وإن أثبته أمهله مدة لا تزيد على شهر، فإن لم ينفق طلق عليه بعد ذلك».[2][7]
2. مادة 5: «إذا كان الزوج غائباً غيبة قريبة، فإن كان له مال ظاهر نفذ الحكم عليه بالنفقة في ماله، وإن لم يكن له مال ظاهر، أعذر إليه القاضي بالطرق المعروفة وضرب له أجلاً، فإن لم يرسل ما تنفق منه زوجته على نفسها، أو لم يحضر للإنفاق عليها، طلّق عليه القاضي بعد مضي الأجل. فإذا كان بعيد الغيبة لا يسهل الوصول إليه، أو كان مجهول المحل، أو كان مفقوداً، وثبت أنه لا مال له تنفق منه الزوجة، طلق عليه القاضي. وتسري أحكام هذه المادة على المسجون الذي يعسر بالنفقة».[2][7]
3. مادة 6: «تطليق القاضي لعدم الإنفاق يقع رجعياً، وللزوج أن يراجع زوجته إذا ثبت إيساره واستعد للإنفاق في أثناء العدة، فإن لم يثبت إيساره ولم يستعد للإنفاق، لم تصلح الرجعة».[2][8]

ويستفاد من ذلك أنه يتم تطليق الزوجة عن زوجها، الذي امتنع عن الإنفاق عليها، في الحالات التالية:
1. إذا لم يكن للزوج مال ظاهر يمكن التنفيذ عليه بالنفقة؛ فلو كان له مال ظاهر، فإنه يتم الحجز عليه لسداد النفقة، دون أن يتم التطليق.
2. إذا أصرّ الزوج على عدم الإنفاق من من دون أن يبيّن ما إذا كان موسراً أو معسراً.
3. إذا ادعى الزوج عجزه عن الإنفاق دون أن يثبت ذلك. أما لو استطاع إثبات العجز، فإن القاضي يمهله مدة أقصاها شهر، فإن لم ينفق بعدها فإنه يتم التطليق.
4. إذا غاب الزوج دون أن يُعرَف محله ولا يمكن إعلامه، أو لا تُعلَم حياته من مماته.
5. إذا كان الزوج مسجوناً ولم يرسل النفقة بعد إنذار القاضي له.